# Masalia cheesmanae
Masalia cheesmanae là một loài bướm đêm trong họ Noctuidae.